# Stagmomantis vicina
Stagmomantis vicina es una especie de mantis de la familia Mantidae.

## Distribución geográfica
Se encuentra en los Estados Unidos, Belice, El Salvador, Costa Rica, Guatemala y Honduras.